# Collegio elettorale di Adria (Camera dei deputati)
Il collegio di Adria fu un collegio elettorale uninominale della Repubblica Italiana per l'elezione della Camera dei deputati. Apparteneva alla circoscrizione Veneto 1 e fu utilizzato per eleggere un deputato nella XII, XIII e XIV legislatura.

## Storia
Venne istituito nel 1993 con la cosiddetta Legge Mattarella (Legge n. 277, Nuove norme per l'elezione della Camera dei deputati), attuata in seguito al referendum abrogativo del 1993. La legge istituì per la Camera dei deputati e per il Senato della Repubblica un sistema di elezione misto, in parte maggioritario e in parte proporzionale. Il 75% dei parlamentari dell'assemblea veniva eletto in collegi uninominali tramite sistema maggioritario a turno unico; il restante 25% alla Camera veniva eletto tramite sistema proporzionale con liste bloccate.
Il collegio venne abolito insieme a tutti gli altri che costituivano la Camera con la promulgazione della legge elettorale successiva, la cosiddetta Legge Calderoli. Questa prevedeva un sistema proporzionale con premio di maggioranza, che alla Camera veniva attribuito a livello nazionale.

## Territorio
Il collegio di Adria era uno dei 37 collegi uninominali in cui era suddiviso il Veneto e, come previsto dal D.Lgs. del 20 dicembre 1993 n. 536, era interamente compreso nella provincia di Rovigo e comprendeva i seguenti comuni: Adria, Ariano nel Polesine, Arquà Polesine, Bosaro, Canaro, Ceregnano, Corbola, Crespino, Frassinelle Polesine, Gavello, Guarda Veneta, Loreo, Occhiobello, Papozze, Pettorazza Grimani, Polesella, Pontecchio Polesine, Porto Tolle, Porto Viro, Rosolina, San Martino di Venezze, Taglio di Po, Villadose, Villamarzana e Villanova Marchesana.

## Eletti
| Elezione | Elezione | Deputato               | Partito                  |
| -------- | -------- | ---------------------- | ------------------------ |
|          | 1994     | Luca Azzano Cantarutti | Polo delle Libertà (LN)  |
|          | 1996     | Demetrio Errigo        | Polo per le Libertà (FI) |
|          | 2001     | Franco Grotto          | L'Ulivo (SDI)            |

## Dati elettorali

### XII legislatura

#### Risultati proporzionale
| Coalizioni        | Coalizioni                          | Liste                               | Liste                               | Voti   | %     |
| ----------------- | ----------------------------------- | ----------------------------------- | ----------------------------------- | ------ | ----- |
|                   | Progressisti                        |                                     | Partito Democratico della Sinistra  | 19.651 | 22,34 |
|                   | Progressisti                        | Rifondazione Comunista              | 6.780                               | 7,71   |       |
|                   | Progressisti                        | Partito Socialista Italiano         | 2.517                               | 2,86   |       |
|                   | Progressisti                        | Federazione dei Verdi               | 2.143                               | 2,44   |       |
|                   | Progressisti                        | Alleanza Democratica                | 681                                 | 0,77   |       |
| Totale coalizione | Totale coalizione                   | 31.772                              | 36,12                               |        |       |
|                   | Polo delle Libertà                  |                                     | Forza Italia                        | 21.660 | 24,62 |
|                   | Polo delle Libertà                  | Lega Nord                           | 8.748                               | 9,94   |       |
| Totale coalizione | Totale coalizione                   | 30.408                              | 34,56                               |        |       |
|                   | Patto per l'Italia                  |                                     | Partito Popolare Italiano           | 11.545 | 13,12 |
|                   | Patto per l'Italia                  | Patto Segni                         | 5.892                               | 6,70   |       |
| Totale coalizione | Totale coalizione                   | 17.437                              | 19,82                               |        |       |
|                   | Alleanza Nazionale                  | Alleanza Nazionale                  | Alleanza Nazionale                  | 6.275  | 7,13  |
|                   | Lega Autonomia Veneta               | Lega Autonomia Veneta               | Lega Autonomia Veneta               | 1.383  | 1,57  |
|                   | Partito della Legge Naturale        | Partito della Legge Naturale        | Partito della Legge Naturale        | 363    | 0,41  |
|                   | Iniziativa dei Popolari Democratici | Iniziativa dei Popolari Democratici | Iniziativa dei Popolari Democratici | 326    | 0,37  |
| Totale            | Totale                              | Totale                              | Totale                              | 87.964 |       |

#### Risultati uninominale
|                               | Luca Azzano Cantarutti ✔️ Eletto | Polo delle Libertà (FI - LN - CCD - UDC) | 34 033 | 39,43 |  |  |  |  |  |
|                               | Giampaolo Schiesaro              | Progressisti                             | 29 083 | 33,70 |  |  |  |  |  |
|                               | Marina Bovolenta                 | Patto per l'Italia                       | 15 712 | 18,20 |  |  |  |  |  |
|                               | Luciano Tamburin                 | Alleanza Nazionale                       | 7 480  | 8,67  |  |  |  |  |  |
| Totale                        | Totale                           | Totale                                   | 86 308 | 100   |  |  |  |  |  |
|                               |                                  |                                          |        |       |  |  |  |  |  |
| Fonte: Ministero dell'interno |                                  |                                          |        |       |  |  |  |  |  |

### XIII legislatura

#### Risultati proporzionale
| Coalizioni        | Coalizioni                         | Liste                                     | Liste                              | Voti   | %     |
| ----------------- | ---------------------------------- | ----------------------------------------- | ---------------------------------- | ------ | ----- |
|                   | Polo per le Libertà                |                                           | Forza Italia                       | 15.913 | 18,44 |
|                   | Polo per le Libertà                | Alleanza Nazionale                        | 10.646                             | 12,34  |       |
|                   | Polo per le Libertà                | CCD-CDU                                   | 5.220                              | 6,05   |       |
| Totale coalizione | Totale coalizione                  | 31.779                                    | 36,83                              |        |       |
|                   | L'Ulivo                            |                                           | Partito Democratico della Sinistra | 19.706 | 22,84 |
|                   | L'Ulivo                            | Popolari per Prodi (PPI-SVP-PRI-UD-Prodi) | 6.490                              | 7,52   |       |
|                   | L'Ulivo                            | Rinnovamento Italiano                     | 3.768                              | 4,37   |       |
|                   | L'Ulivo                            | Federazione dei Verdi                     | 1.484                              | 1,72   |       |
| Totale coalizione | Totale coalizione                  | 31.448                                    | 36,45                              |        |       |
|                   | Lega Nord                          | Lega Nord                                 | Lega Nord                          | 11.292 | 13,09 |
|                   | Progressisti                       |                                           | Rifondazione Comunista             | 7.645  | 8,86  |
|                   | Unione Nord Est                    | Unione Nord Est                           | Unione Nord Est                    | 1.803  | 2,09  |
|                   | Lista Pannella - Sgarbi            | Lista Pannella - Sgarbi                   | Lista Pannella - Sgarbi            | 1.322  | 1,53  |
|                   | Movimento Sociale Fiamma Tricolore | Movimento Sociale Fiamma Tricolore        | Movimento Sociale Fiamma Tricolore | 574    | 0,67  |
|                   | Mani Pulite                        | Mani Pulite                               | Mani Pulite                        | 420    | 0,49  |
| Totale            | Totale                             | Totale                                    | Totale                             | 86.283 |       |

#### Risultati uninominale
|                               | Demetrio Errigo ✔️ Eletto | Polo per le Libertà       | 32 478 | 39,38 |  |  |  |  |  |
|                               | Giulio Azzalin            | Progressisti              | 30 061 | 36,45 |  |  |  |  |  |
|                               | Stefano Falconi           | Lega Nord                 | 17 661 | 21,42 |  |  |  |  |  |
|                               | Luca Azzano Cantarutti    | Lega Italiana Federalista | 2 268  | 2,75  |  |  |  |  |  |
| Totale                        | Totale                    | Totale                    | 82 468 | 100   |  |  |  |  |  |
|                               |                           |                           |        |       |  |  |  |  |  |
| Fonte: Ministero dell'interno |                           |                           |        |       |  |  |  |  |  |

### XIV legislatura

#### Risultati proporzionale
| Coalizioni        | Coalizioni              | Liste                                 | Liste                   | Voti   | %     |
| ----------------- | ----------------------- | ------------------------------------- | ----------------------- | ------ | ----- |
|                   | Casa delle Libertà      |                                       | Forza Italia            | 27.033 | 32,34 |
|                   | Casa delle Libertà      | Alleanza Nazionale                    | 6.809                   | 8,15   |       |
|                   | Casa delle Libertà      | Lega Nord                             | 3.211                   | 3,84   |       |
|                   | Casa delle Libertà      | CCD-CDU                               | 2.503                   | 2,99   |       |
|                   | Casa delle Libertà      | Nuovo PSI                             | 1.643                   | 1,97   |       |
| Totale coalizione | Totale coalizione       | 41.199                                | 49,29                   |        |       |
|                   | L'Ulivo                 |                                       | Democratici di Sinistra | 14.508 | 17,36 |
|                   | L'Ulivo                 | La Margherita (Dem - PPI - RI- UDEUR) | 11.490                  | 13,75  |       |
|                   | L'Ulivo                 | Il Girasole (FdV - SDI)               | 1.942                   | 2,32   |       |
|                   | L'Ulivo                 | Comunisti Italiani                    | 1.733                   | 2,07   |       |
| Totale coalizione | Totale coalizione       | 29.673                                | 35,50                   |        |       |
|                   | Rifondazione Comunista  | Rifondazione Comunista                | Rifondazione Comunista  | 5.028  | 6,02  |
|                   | Lista Di Pietro         | Lista Di Pietro                       | Lista Di Pietro         | 2.630  | 3,15  |
|                   | Lista Pannella - Bonino | Lista Pannella - Bonino               | Lista Pannella - Bonino | 2.179  | 2,61  |
|                   | Democrazia Europea      | Democrazia Europea                    | Democrazia Europea      | 1.883  | 2,25  |
|                   | Liga Fronte Veneto      | Liga Fronte Veneto                    | Liga Fronte Veneto      | 694    | 0,83  |
|                   | Forza Nuova             | Forza Nuova                           | Forza Nuova             | 216    | 0,26  |
|                   | Abolizione scorporo     | Abolizione scorporo                   | Abolizione scorporo     | 86     | 0,10  |
| Totale            | Totale                  | Totale                                | Totale                  | 83.588 |       |

#### Risultati uninominale
|                               | Franco Grotto ✔️ Eletto | L'Ulivo            | 36 815 | 44,01 |  |  |  |  |  |
|                               | Ugo Holzer              | Casa delle Libertà | 34 485 | 41,23 |  |  |  |  |  |
|                               | Dino De Anna            | Democrazia Europea | 3 963  | 4,74  |  |  |  |  |  |
|                               | Antonella Bertoli       | Lista Emma Bonino  | 3 067  | 3,67  |  |  |  |  |  |
|                               | Rossano Guarnieri       | Lista Di Pietro    | 2 873  | 3,43  |  |  |  |  |  |
|                               | Wander Furlan           | Liga Fronte Veneto | 2 446  | 2,92  |  |  |  |  |  |
| Totale                        | Totale                  | Totale             | 83 649 | 100   |  |  |  |  |  |
|                               |                         |                    |        |       |  |  |  |  |  |
| Fonte: Ministero dell'interno |                         |                    |        |       |  |  |  |  |  |